# Речной плюм

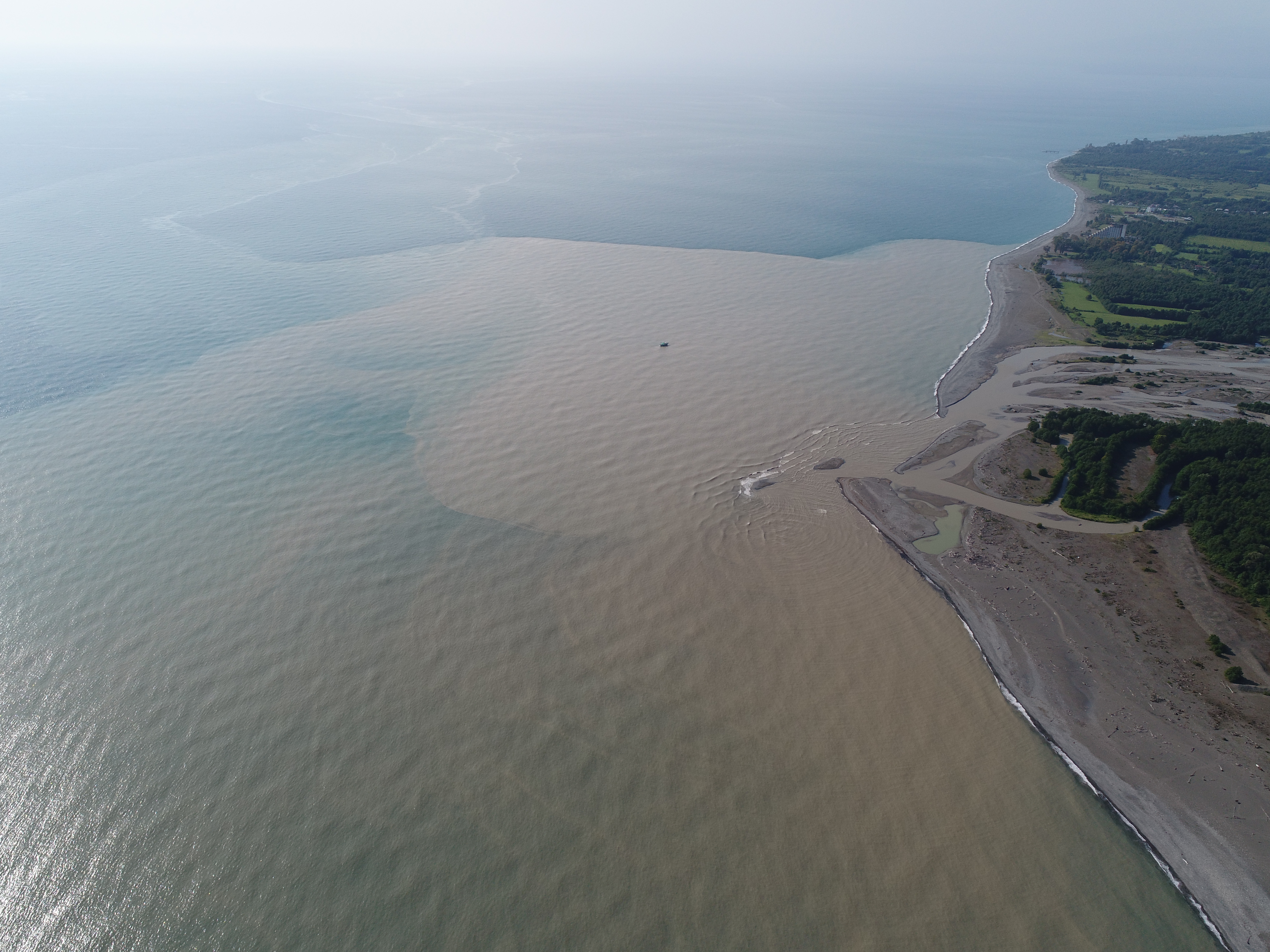
Плюм реки Кодор

Речной плюм — опреснённая водная масса, образующаяся в море в результате перемешивания речного стока и солёных морских вод.
Речные плюмы формируются в прибрежных морских акваториях во многих регионах мира и, в большинстве случаев, представляют собой большой по площади, но тонкий поверхностный слой моря, обособленный градиентом плотности от нижележащих морских вод.

## Общие сведения
Площадь речного плюма на 3‒5 порядков превышает его толщину, в результате чего даже небольшие по размеру реки (с расходом воды в единицы кубометров в секунду) формируют речные плюмы с пространственными масштабами в десятки и сотни метров. Пространственные масштабы речных плюмов, образованных крупнейшими реками мира, достигают сотен километров. Таким образом, несмотря на относительно небольшой объём глобального материкового стока в океан, речные плюмы в зависимости от сезона занимают до 21 % всей площади шельфа Мирового океана, то есть несколько миллионов квадратных километров.
Речные плюмы играют важную роль в глобальных и региональных процессах взаимодействия океана и суши. С речным стоком в Мировой океан поступают значительные потоки плавучести, тепла, терригенной взвеси, биогенных веществ и антропогенных загрязнений. Речные плюмы, являясь переходной водной массой между речным стоком и морскими водами, обеспечивают трансформацию и перераспределение этих потоков и, тем самым, играют роль связующего звена между материковыми и океаническими природными системами. В результате этого речные плюмы существенно влияют на многие физические, биологические и геохимические процессы в прибрежных и шельфовых районах моря, включая формирование стратификации морских вод, прибрежные течения, цикл углерода и биогенных веществ, формирование первичной продукции, изменение морфологии морского дна и т. д. Структура, динамика и изменчивость речных плюмов — ключевые факторы для понимания механизмов адвекции, конвекции, трансформации, накопления и диссипации в море материкового стока, а также взвешенных и растворенных веществ речного происхождения.